# Резник Юрій Іванович
Юрій Іванович Резник (нар. 13 серпня 1954, Полтава) — радянський футболіст, що грав на позиції нападника. По завершенні ігрової кар'єри — радянський та український футбольний тренер. Майстер спорту СРСР (1975).
Виступав, зокрема, за «Ворсклу» та «Шахтар» (Донецьк), а також московські  «Динамо» та «Спартак».

## Ігрова кар'єра
Вихованець ДЮСШ «Колос» (Полтава).
1971 року дебютував у другій лізі СРСР за клуб «Будівельник» з Полтави, в якому провів два сезони. Після цього виступав за «Граніт» (Черкаси) з КФК та «Чернігів» з Другої ліги.
Своєю грою за останню команду привернув увагу представників тренерського штабу донецького «Шахтаря», до складу якого приєднався 1975 року. Відіграв за донецьку команду наступні три сезони своєї ігрової кар'єри. Більшість часу, проведеного у складі донецького «Шахтаря», був основним гравцем атакувальної ланки команди. За цей час він допоміг команді стати срібним (1975) та бронзовим (1978) призером чемпіонату СРСР, а також дебютував в єврокубках, зігравши там 6 матчів (3 голи).
На початку 1979 року став гравцем «Динамо» (Москва), у складі якого провів наступні чотири роки своєї кар'єри гравця. Граючи у складі московського «Динамо» також здебільшого виходив на поле в основному складі команди. Всього за «Динамо» провів 80 ігор (7 голів) в чемпіонаті країни, 19 ігор (1 гол) в кубку СРСР, 5 ігор в єврокубках і 29 ігор (13 голів) в інших матчах.
Протягом сезону 1983 року захищав кольори московського «Спартак» (Москва), проте через конфлікт з головним тренером команди Костянтином Бєсковим того ж року змушений був покинути команду.
Завершив професійну ігрову кар'єру у рідному друголіговому клубі «Ворскла», за яку виступав протягом 1985–1989 років.

## Кар'єра тренера
1989 року недовго був помічником головного тренера «Ворскли». Наразі досвід тренерської роботи обмежується цим клубом.
2005 року очолив молодіжну команду «Ворскли», що брала участь в молодіжному чемпіонаті України, де працював до 2009 року.

## Досягнення
- Срібний призер чемпіонату СРСР: 1975, 1983
- Бронзовий призер чемпіонату СРСР: 1978